# Krzysztof Maria Załuski

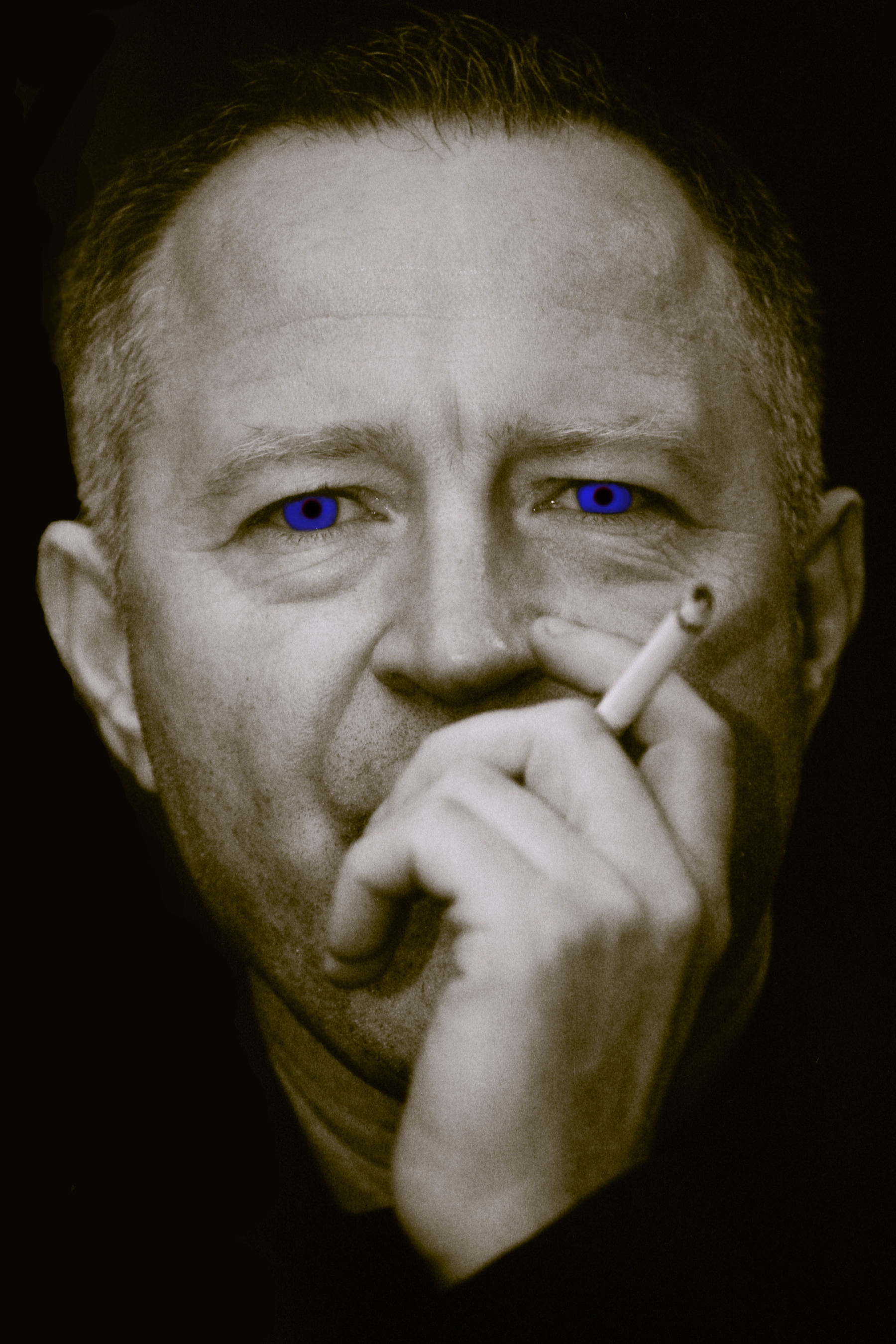
Krzysztof Maria Załuski

Krzysztof Maria Załuski (* 9. März 1963 in Danzig) ist ein polnischer Erzähler, Dramaturg, Publizist, Essayist, Journalist und Herausgeber.

## Leben
Załuski ist Absolvent der Politikwissenschaft der Universität Danzig. Von 1997 bis 2004 emigrierte er, zuerst nach Großbritannien, dann nach Deutschland. Er war Mitglied des Polnischen Exil-Schriftstellerverbandes (Związek Pisarzy Polskich na Obczyźnie). Seit 2001 gehört er der Polnischen Schriftstellervereinigung (Stowarzyszenie Pisarzy Polskich) an, und seit 2014 auch dem Polnischen Journalistenverband.
Er debütierte 1980 mit Prosa im Polnischen Radio Danzig. Er gab drei Bücher auf Polnisch heraus: Eine Auswahl von Erzählungen als „Bodenseer Triptychon“ und zwei Romane „Spital Polen“ und „Wypędzeni do raju / Aussiedlerblues“. Nach Motiven von „Aussi“ – einer Erzählung aus dem Bodensee-Triptychon realisierte das Polnische Fernsehen den Film „Wszyscy jesteśmy obcy/Alle sind wir Fremde“ (Regie Krzysztof Magowski, in der Reihe „Współczesna proza polska“, 1996). Im Jahr 2000 erschien das „Bodensee Triptychon“ bei Herne in der Übersetzung von Henryk Bereska und Agnieszka Grzybowska.
Von 1992 bis 1998 gab er die literarische Vierteljahresschrift „Bundesstraße 1“ heraus in Zusammenarbeit mit Zeitschriften aus Deutschland und Polen.
Załuski publizierte im Radio und in der Presse in Polen, Deutschland, den Niederlanden, der Schweiz und Kanada, in wichtigen polnischen Literaturjournalen wie Twórczość, Przegląd Polityczny, Czas Kultury und Zarys. Seine Texte wurden auch in den Anthologien „Zwischen den Linien“ und „Lekcja pisania“ veröffentlicht. Er ist Mitherausgeber der Anthologien polnischer Literatur („Napisane w Niemczech / Geschrieben in Deutschland“ und „Neue Geschichten aus der Pollakey“).
Im Jahr 2000 vertrat er Polen auf der Frankfurter Buchmesse, außerdem war er Manager zweier Kulturprojekte, den „Danziger Kulturtagen am Bodensee“ 1998 in Friedrichshafen und der „Tage der neuen polnischen Literatur“ 1998 in Singen.
Załuski war mehrfach Teilnehmer des deutsch-polnischen Poetendampfers.
Seit 2006 leitet er die Pommersche Zeitung „Riviera“.
2015 erhielt er vom polnischen Journalistenverband den Alexander-Milski-Preis. Auf eine geplante Teilnahme an der Parlamentswahl in Polen 2015 als Listenerster der Kukiz-Bewegung in Danzig verzichtete er letztlich. Im März 2016 wurde er Präsident der Energa Foundation und im April desselben Jahres Direktor des Pressebüros von Energa S.A. Im Mai 2017 wechselte er zur Danziger Filiale von Telewizja Polska, wo er Leiter der Informationsprogrammabteilung von TVP 3 Gdańsk war.
Załuski wohnt in der Kaschubei.

## Schaffen

### Bücher
- „Tryptyk bodeński/Bodensee-Triptychon“. Sopot: Man Gala Press 1996.
- „Szpital Polonia/Spital Polen“. Poznań: Obserwator 1999.
- „Wypędzeni do raju“. Gdańsk: Maszoperia Literacka 2010.
- ”Imigranci/Immigranten“. Gdańsk: Oskar 2015.
- "Bagnisko" - Warszawa: Capital 2024

### Anthologien
- „Almanach literacki Bundesstraße 1“. Dortmund: Grupa „b1“ 1993.
- „Lekcja pisania“. Czarne: Wyd. Czarne 1998.

### Ausgewählte Übersetzungen ins Deutsche
- „Das Jahr 1994“. (Zyklus von 12 Erzählungen). Übersetzung: Henryk Bereska. „Zwischen den Linien, Eine polnische Anthologie“. Hannover: Postskriptum Verlag 1996, ISBN 3-922382-70-3.
- Bodensee Triptychon (Originaltitel: Tryptyk Bodeaeski, übersetzt von Agnieszka Grzybkowska und Henryk Bereska). Schäfer, Herne 2000, ISBN 3-933337-18-6.
- „Hospital Polonia“ (Auswahl). Übersetzung: Judith Arlt. „Napisane w Niemczech – antologia / Geschrieben in Deutschland – Anthologie“. Jestetten / Köln: b1 Verlag /  Ignis e.V. 2000.
- „Ségolène“. (Auswahl). Übersetzung: Michael Steinhilper und Judith Arlt. „Neue Geschichten aus der Pollakey – Anthologie zeitgenössischer polnischer Prosa“. Jestetten / Berlin: b1 Verlag / Humboldt-Universität 2000.
- „Aussiedlerblues“ (Auswahl). Übersetzung: Agnieszka Grzybowska „Zarys – Kulturmagazin“ nr 9, Messel 2010.